# حصن آل عاس (سيئون)
'

تعديل مصدري - تعديل

حصن ال عاس هي إحدى قرى عزلة سيئون بمديرية سيئون التابعة لمحافظة حضرموت، بلغ تعداد سكانها 226 نسمة حسب تعداد اليمن لعام 2004.